# Jesús Bracamontes
Jesús "Profe" Bracamontes Zenizo (ur. 24 grudnia 1951 w Guadalajarze) – meksykański piłkarz, trener piłkarski i komentator sportowy.
Bracamontes podczas swojej kariery piłkarskiej występował w drugoligowych zespołach CD Oro i Deportivo Tepic, jednak spędził także dwa sezony w meksykańskiej Primera División jako zawodnik Chivas de Guadalajara. W najwyższej klasie rozgrywkowej zadebiutował w wieku 31 lat, 20 września 1981 w przegranym 0:2 spotkaniu z Tecos UAG, natomiast premierowego gola strzelił 22 października tego samego roku w przegranej 2:3 konfrontacji z Atlético Potosino. Największym sukcesem w jego karierze było wicemistrzostwo Meksyku z Chivas w rozgrywkach 1982/1983, jednak pozostawał on wówczas rezerwowym drużyny, występując w dziewięciu meczach, z czego w ośmiu wchodząc z ławki.
Swoją karierę trenerską Bracamontes rozpoczął w Chivas de Guadalajara, kiedy poprowadził ten zespół w trzech spotkaniach sezonu 1989/1990, debiutując w zremisowanych 2:2 derbach z Américą. Po krótkiej przerwie drużynę tę trenował również w rozgrywkach 1991/1992 i 1992/1993, po czym odszedł do Correcaminos UAT. Szkoleniowcem klubu z miasta Ciudad Victoria był przez dwa lata, przyczyniając się do jego spadku do drugiej ligi w sezonie 1994/1995. Później powrócił do swojego rodzinnego miasta, podpisując kontrakt z Tecos UAG, któremu pomógł w triumfie w Pucharze Zdobywców Pucharów CONCACAF, jednak w decydującym spotkaniu ekipę poprowadził Julio César Uribe. Bez większych sukcesów trenował też Monarcas Morelia i po raz trzeci Chivas, a w latach 2003–2005 pracował w Meksykańskim Związku Piłki Nożnej jako dyrektor sportowy reprezentacji. Od 2002 roku jest komentatorem meczów piłkarskich w stacji Univision.
Żonaty z Jacqueline Van-Hoorde, jego młodsza córka Jacqueline Bracamontes jest aktorką i modelką. Posiada także dwójkę innych dzieci, Alinę i Jesúsa. Jego brat, Carlos Bracamontes, również pracował jako trener piłkarski.